# Nationalparks in Ungarn
In Ungarn existieren derzeit 10 Nationalparks. Die Gebiete fallen unter unterschiedliche IUCN-Schutzkatekorien werden aber vom Ungarischen Umweltministerium als Nationalparks gelistet.

## Liste der Nationalparks
In Ungarn existieren derzeit folgende Nationalparks (ungarisch Nemzeti Park):
| \| \| |
|       |

|  |

| \| \| |
|       |

|  |

| \| \| |
|       |

|  |

| \| \| |
|       |

|  |

| \| \| |
|       |

|  |

| \| \| |
|       |

|  |

| \| \| |
|       |

|  |

| \| \| |
|       |

|  |

| \| \| |
|       |

|  |

| \| \| |
|       |

|  |

## Nationalparks

### Duna-Dráva-Nationalpark
Der 1996 gegründete Nationalpark Duna-Dráva liegt zwischen der Donau und der Drau, im südlichen Transdanubien. 45° 56′ 0″ N, 18° 45′ 0″ O
Er umfasst ein Areal von knapp 500 km². Die Errichtung eines Nationalparks in dieser Landschaft ergab sich aus der Notwendigkeit des Schutzes der diesen umgebenden Flüsse in Bezug auf Wasserqualität jedoch auch aus der Tatsache, dass hier einmalige Pflanzen- und Tierarten vorkommen.

### Hortobágy-Nationalpark

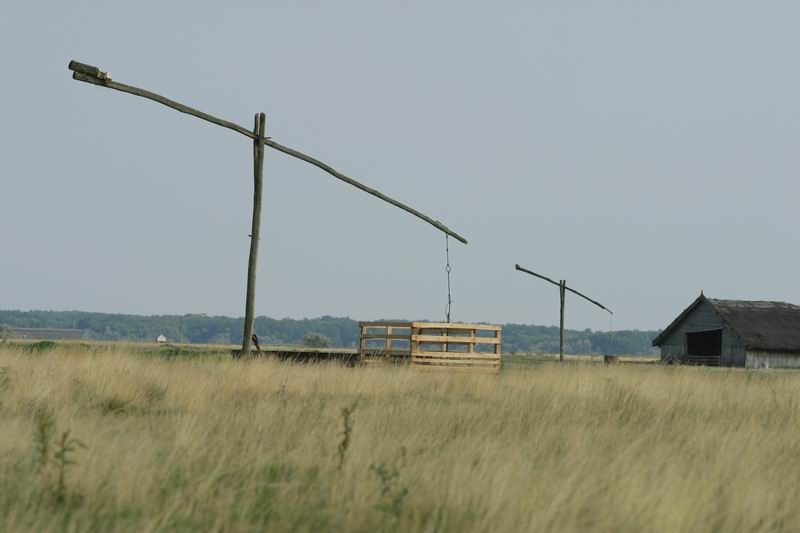
Puszta bei Hortobágy

Der Nationalpark (Hortobágyi Nemzeti Park), bei Hajdúszoboszló gelegen, ist der älteste und größte Nationalpark Ungarns. Er umfasst ein Areal von ca. 800 km² und ist Teil der größten Grassteppe Europas, der Puszta.
Der Nationalpark ist ein Biosphärenreservat und ein Großteil ein Vogelschutzgebiet, speziell für Wasservögel.
Bekannt wurde dieses Areal vorrangig durch seine Salzsteppen. Außerdem bietet die Gegend eine ausreichende Lebensgrundlage für Großtrappen. Zudem finden hier eine große Zahl seltener Zugvögel ihren Rastplatz.
Der Nationalpark Hortobágy wurde 1999 zum Welterbe der UNESCO ernannt.
Koordinaten=47° 36′ N, 21° 6′ O

### Körös-Maros-Nationalpark
Der Nationalpark Körös-Maros wurde im Jahr 1997 gegründet und befindet sich im Südosten gelegenen Landesteil.
Der ca. 500 km² große Nationalpark entlang der Flüsse Körösök und Maros zeichnet sich vor allem durch seine Seen- und Flusslandschaft aus, die für die Zugvögel von existenzieller Bedeutung sind. Weiterhin sieht sich dieser Nationalpark in der Pflicht, die verbliebenen Gebiete der noch existierenden Wälder und der in diesem Gebiet vorkommenden Sümpfe sowie deren Population zu erhalten.
Außerdem befindet sich hier ein im Jahr 1975 gegründetes Reservat für Trappen.

### Duna-Ipoly-Nationalpark
Der Nationalpark Duna-Ipoly oder Donau-Ipoly mit etwa 600 km² wurde 1997  gegründet.
Landschaftlich gelegen am sog. Donauknie in den Gebirgen von Pilis und Börzsöny, ist dieser Nationalpark charakteristisch für seine Artenvielfalt an Pflanzen und Tieren, was auf die dort vorherrschenden unterschiedlichen natürlichen Lebensräume zurückgeführt werden kann. Viele der hier vorkommenden Arten stehen unter Naturschutz. Erwähnenswert sind weiterhin die vielfältigen Gesteinsvorkommen. Auch die Donauinsel Szentendre ist Bestandteil des Parks.

### Balaton-Oberland
Der Nationalpark Balaton-Oberland wurde 1997 gegründet. Er umfasst ein Areal von ca. 570 km².
Er ist landschaftlich sehr vielfältig. Die hier anzutreffenden Geysirkegel sind hauptsächlich aus geologischer Sicht in Bezug auf den Vulkanismus sehr interessant. Das Gebiet Klein-Balaton zeichnet sich durch ein Vogelreservat im Bereich des Plattensees aus.
Weiterhin beherbergt dieser Nationalpark das Keszthely-Gebirge sowie Moore, wo seltene Pflanzenarten vorkommen. Darüber hinaus sind im Nationalpark die versteinerten Überreste des Pannonischen Meeres zu finden.

### Kiskunság-Nationalpark
Der Nationalpark Kiskunság (Kleinkumanien) wurde 1975 gegründet und liegt zwischen den Flüssen Donau und Theiß. Er umfasst ein Areal von nahezu 500 km².
Ein Großteil (110 km²) dieses Nationalparks macht das Biosphärenreservat Bugac-Puszta bei Kecskemét aus, das 1979 von der UNESCO zum Biosphärenreservat erklärt wurde. Die beiden größten Seen des Nationalparks, der Kolon-See bei Izsák sowie die Alkali-Seen in Klein-Kumanien oder oberen Kiskunság, stellen bedeutende Wasserreservate dar.

### Bükk-Nationalpark
Der Nationalpark Bükk liegt zwischen Eger, Miskolc und Szilvásvárad im Nordosten Ungarns und besteht seit 1977.
Dieser Nationalpark ist der größte Ungarns in einer Wald- und Parklandschaft und hat eine Ausdehnung von über 430 km²; davon sind fast 40 km² besonders geschützt. Das Bükk-Gebirge, in dem der Nationalpark liegt, ist nach dem Mátra-Gebirge das zweithöchste Ungarns. Seine höchste Erhebung ist mit 960,7 m der südliche Gipfel des Kettős-bérc an der Westseite des verkarsteten Hochplateaus.
Geologisch gesehen ist das Bükk-Gebirge relative alt. Sein Kalkstein entstand zwischen Karbon und Perm. Während der Trias, und später, sorgten Vulkane für das Entstehen von Schiefer, Basalt und Tuff. Hochgehoben wurde das Bükk-Gebirge vor etwa 15 Mio. Jahren.
Der Bükk Nationalpark ist fast vollständig bewaldet. Am Westrand, wo schieferiges Gestein vorherrscht, dominiert die Eiche, auf der Hochfläche die Buche (ungarisch: bükk).
Einige der zahlreichen Höhlen können besichtigt werden. Während der Steinzeit boten sie dem Menschen Schutz (Archäologie, Grabungen). Die vielen bezeichneten Wege laden zum Wandern ein.

### Fertő-Hanság-Nationalpark
Der Nationalpark Neusiedler See-Seewinkel, der gemeinsam mit Österreich errichtet wurde, hat eine Fläche von knapp 240 km².
Er ist wertvoller Lebensraum für seine Moor- und Sumpffauna.

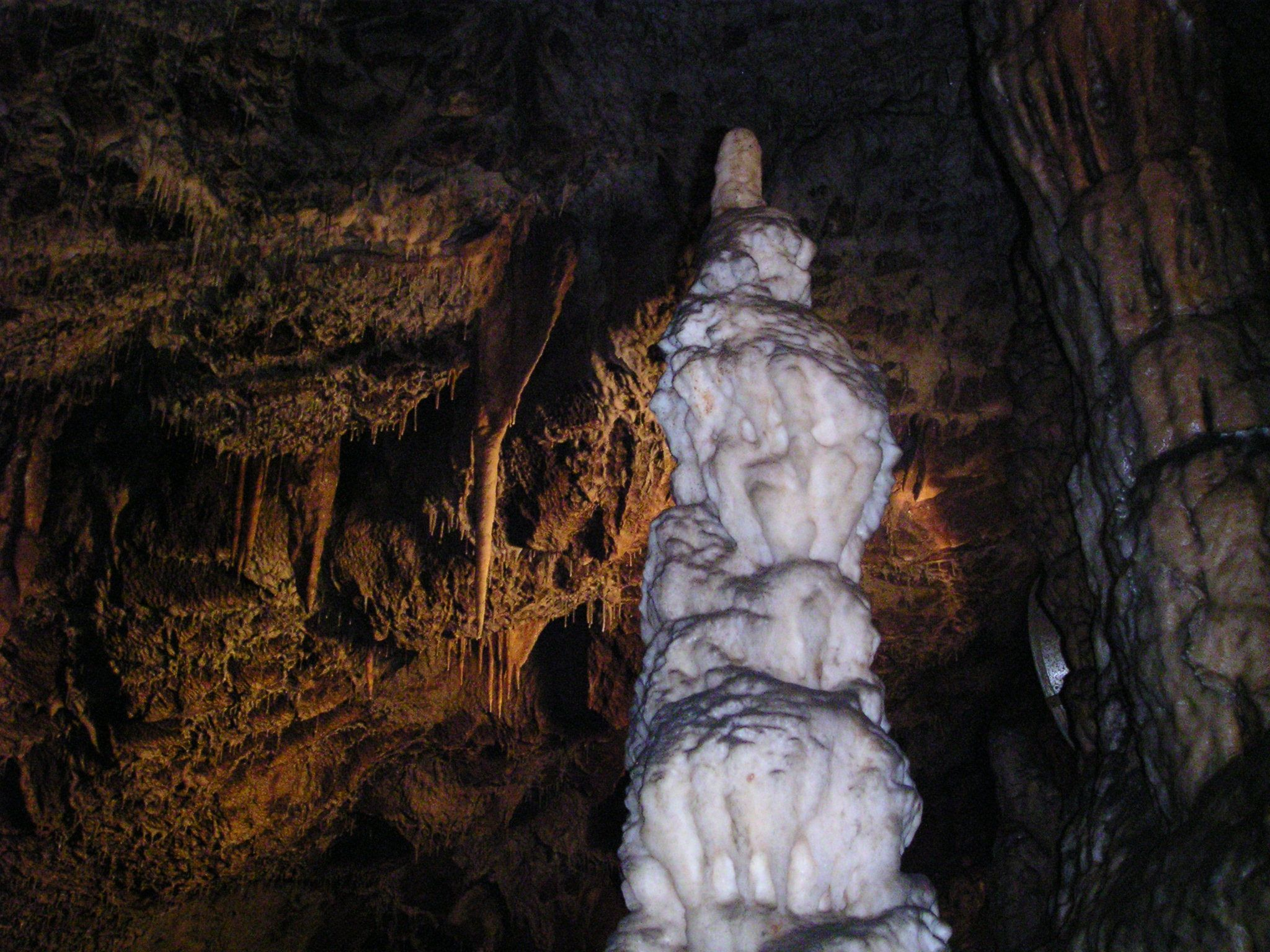
Stalagmiten in der Baradla-Höhle des Nationalparks Aggtelek

### Aggtelek-Nationalpark
Der Nationalpark Aggtelek wurde 1985 gegründet. Er befindet sich im Nordosten Ungarns und grenzt an die Slowakei. Der Nationalpark erreicht eine Ausdehnung von etwa 200 km².
Im Jahr 1995 wurde das Höhlensystem des zum Nationalpark gehörenden Karstgebirges in die Welterbeliste der UNESCO aufgenommen. Es umfasst mehrere Tropfsteinhöhlen, die dem Tourismus zugänglich gemacht wurden. Außerdem befinden sich auf dem Gelände des Nationalparks mehrere Orte, die aus Sicht der Kulturgeschichte historisch wertvoll sind und unter Denkmalschutz stehen.

### Őrség-Nationalpark
Der Nationalpark Őrség ist einer der jüngeren ungarischen Nationalparks. Er wurde 2002 eröffnet.
Er erreicht eine Ausdehnung von ca. 440 km² und geht aus dem Zusammenschluss mehrerer Landschaftsschutzgebiete hervor.
Das Hügelgelände des Nationalparks wird von zahlreichen Bächen und Flüssen durchzogen; das Klima ist durch eine überdurchschnittlich hohe Niederschlagsmenge gekennzeichnet. Das Gebiet hat weiterhin einige Stauseen aufzuweisen.
Neben den für die Gegend typischen Pflanzenarten kommen hier auch Pflanzen vor, die innerhalb Ungarns nur hier zu finden sind, wie beispielsweise der Berggamander.
Ebenfalls ist hier eine vielfältige Auswahl an Tierarten zu finden, besonders an Faltern und Libellen. Zu nennen ist hier außerdem das Vorkommen seltener Vogelarten, wie dem Wespenbussard oder dem Wachtelkönig.